# Tina Bom Svendsen
Tina Svendsen (født 22. november 1961) er en dansk Journalist, sangerinde, komponist, skuespillerinde, instruktør, koncept-udvikler, TV-værtinde, instruktør.
Tina Svendsen har arbejdet som chef og konceptudvikler for World Outgames åbningsshow på Rådhuspladsen 2009
Under sine 12 års ansættelse på DR har hun som instruktør og koncept udvikler vundet en række internationale priser for sine TV-programmer.
Hun er især kendt for sin medvirken i børneprogrammerne "Hvaffor 1 hånd" (1997-2000) hvor hun, som Tina Bom (udtalt Bom med tryk på m!), havde en masse spændende oplevelser sammen med sin hund Yo.
Til serien kom også et CD-album, i 1999, med titelen "Tina Bom".
Derudover med i sanggruppen "Ladies First", der udsendte LP'en/CD'en/kassettebåndet "Dedicated" i 1991.
Instruktør af musicals som "Den gode den onde den virkelig grimme" og
"Elefantmanden".